# Камьябиния, Камаль
Камаль Камьябиния (перс. کمال کامیابی‌نیا‎, 18 января 1989, Тегеран) — иранский футболист, полузащитник, выступающий за тегеранский клуб «Персеполис» и сборную Ирана.

## Клубная карьера
Камаль Камьябиния начинал свою профессиональную карьеру футболиста в клубе Про-лиги «Мес» из Кермана в 2007 году. Летом 2009 года он перешёл в тегеранский «Рах Ахан», спустя ещё два года Камьябиния стал игроком команды «Шахрдари» из Тебриза. По итогам сезона 2011/12 «Шахрдари» вылетел из Про-лиги, и следующий год Камьябиния вместе с командой провёл в Азадеган-лиге.
Летом 2013 года Камьябиния перешёл в клуб Про-лиги «Нафт Тегеран», а летом 2015 года подписал двухлетний контракт с «Персеполисом».

## Карьера в сборной
12 ноября 2015 года Камаль Камьябиния дебютировал в составе сборной Ирана в домашнем матче против команды Туркменистана, проходившей в рамках отборочного турнира чемпионата мира, выйдя на замену в конце встречи. Спустя пять дней он забил свой первый гол за национальную команду, поучаствовав в разгроме сборной Гуама.

## Достижения
«Персеполис»
- Чемпион Ирана (5): 2016/17, 2017/18, 2018/19, 2019/20,  2020/21
- Обладатель Кубка Хазфи: 2018/19
- Обладатель Суперкубка Ирана (4): 2017, 2018, 2019, 2020